# Nicôla Huỳnh Văn Nghi
Nicolas Huỳnh Văn Nghi (Saigón, 1 de mayo de 1927-Phan Thiết, 6 de mayo de 2015) fue un obispo católico vietnamita. Fue Obispo de Phan Thiết desde 1974 hasta 2005.

## Biografía
Nacido en Vĩnh Hội, Saigón, fue enviado al Seminario de Issy-les-Moulineaux Seminary en Francia para completar sus estudios y fue ordenado sacerdote en junio de 1953 en la Catedral de Notre Dame. Volvió a impartir clases a su país y fue nombrado pastor de Gò Vấp Parish (1961-1965) y Tân Định Parish (1965-1974).
El 1 de julio de 1974, la Santa Sede le nombró obispo auxiliar de Archdiocesis de Saigón (hoy Ciudad Ho Chi Minh). El 11 de agosto de 1974, en la Basílica de Notre-Dame de Saigón, fue ordenado Titular del obispado de Selsea por el cardenal Agnelo Rossi, Prefecto de la Congregación para la Evangelización de los Pueblos. El 19 de marzo de 1975, el padre Nicolás fue designado administrador apostólico de la Diócesis de Phan Thiết. En 1979, fue oficialmente nombrado obispo de Phan Thiết.
En 1993, fue nombrado administrador apostólico de la Arquidiócesis de Ho Chi Minh, debido a la mala salud y la posterior muerte del arzobispo Paul Nguyễn Văn Bình, hasta la llegada del arzobispo Jean-Baptiste Phạm Minh Mẫn en 1998. El 1 de abril de 2005, el obispo Nicolas renunció al cargo por la edad, y fue sucedido por Paul Nguyễn Thanh Hoan. Murió el 6 de mayo de 2015, cinco días después de haber cumplido los 88 años, en la residencia obispal de Phan Thiết.